# Cavia (település)
Cavia egy község Spanyolországban, Burgos tartományban. Cavia Albillos, Cayuela, Estépar, Frandovínez és Buniel községekkel határos. Lakosainak száma 248 fő (2024).

## Népesség
A település népessége az utóbbi években az alábbiak szerint változott:
| Lakosok száma | 238  | 255  | 266  | 284  | 278  | 259  | 233  | 242  | 248  | 248  |
|               | 2001 | 2004 | 2006 | 2009 | 2011 | 2014 | 2016 | 2019 | 2021 | 2024 |